# Едуардо Соуто де Моура
Едуардо Соуто де Моура (на португалски: Eduardo Souto de Moura, португ. произношение: [eˈðwaɾðu ˈsowtu dɨ ˈmowɾɐ]) е португалски архитект. Носител на наградата „Прицкер“ (2011) и на наградата „Волф“ (2013).

## Биография и творчество
Роден е на 25 юли 1952 г. в Порто в семейството на лекаря Жозе Алберту Соуто и жена му Мария Тереза Рамуш Мачадо. Започва да следва скулптура, но завършва факултета по архитектура на Университета на Порто. Между 1974 и 1979 г. работи в архитектурното бюро на Алваро Сиза, за чиято дъщеря се жени.
Между 1981 и 1990 г. преподава в Университета на Порто. Като гостуващ преподавател изнася лекции в архитектурни училища в Женева, Париж, Дъблин, Харвард, Цюрих и Лозана.
От 1980 г. работи като архитект със собствено бюро, но продължава да участва в проекти на Алваро Сиза. Така двамата създават Португалския павилион за Expo 2000 в Хановер, Германия, и на ежегодния летен павилион на галерия „Серпънтайн“ в Лондон през 2004 г.
Ранните проекти на Де Моура са за резиденции в родината му, но след тях проектира търговски центрове, училища, галерии и кино в Италия, Испания, Германия, Великобритания и Швейцария. Между 1989 и 1997 г. посвещава осем години на реставрацията на „Santa Maria do Bouro“, разрушен наполовина манастир от 12 век в Амарес.
Почетен доктор на Университета „Лузиада“ в Порто (14 юли 2011).

## Важни проекти
- Ещадио Мунисипал де Брага (2003)
- Метрополитен на Порто (2004)
- Галерия „Серпънтайн“ в Лондон, съвместно с Алваро Сиза (2005)
- Музей „Паула Регу“ (2009)
- Крематориум в Кортрейк, Белгия (2010–2011)

- Департамент на науките за Земята на Университета на Авейро (1994)
- Манастир „Santa Maria do Bouro“
- Манастир „Santa Maria do Bouro“
- Музей „Гръу Вашку“ редом до катедралата във Визеу
- Станция „Дом на музиката“, метрополитен на Порто
- Ещадио Мунисипал де Брага (по време на строежа, август 2003)
- Ещадио Мунисипал де Брага (по време на строежа, октомври 2002)
- Ещадио Мунисипал де Брага (детайл)
- Ещадио Мунисипал де Брага (детайл)
- Галерия „Серпентин“ в Лондон (2005)
- Музей „Паула Регу“ (2009)
- Дом на киното в Порто
- Културен център във Виана ду Каштелу
- „Бурго Тауър“ в Порто